# Gisbert Keseling
Gisbert Keseling (* 4. Januar 1928 in Elze) ist ein deutscher Linguist. Bekannt wurde er durch seine Arbeiten zur Analyse von Schreibprozessen und der dabei auftretenden Schreibblockaden.

## Leben
Keseling studierte Germanistik, Psychologie und Skandinavisch an der Universität Göttingen. Nach seiner Promotion zum Doktor der Philosophie 1955 war er lange Jahre als wissenschaftlicher Mitarbeiter an der Arbeitsstelle Niedersächsisches Wörterbuch am Deutschen Seminar der Universität Göttingen tätig. 1968 habilitierte er sich und erhielt unmittelbar danach einen Ruf an die Philipps-Universität Marburg als Professor für Germanische und Deutsche Philologie, wo er bis zu seiner Emeritierung im Jahre 1996 im Fachgebiet germanistische Linguistik lehrte und forschte.

## Forschungsschwerpunkte
Keseling bewegt sich mit seinen wissenschaftlichen Arbeiten überwiegend in interdisziplinären Grenzbereichen der Linguistik. Im Besonderen machte er linguistische und speziell konversationsanalytische Erkenntnisse für die praktische Arbeit zum Beispiel von Pädagogen und Psychotherapeuten nutzbar.
Anerkennung fand Keseling vor allem mit seinen Arbeiten zur Analyse der beim Schreiben von Texten ablaufenden kognitiven Prozesse. Ausgehend von der Beobachtung, dass viele seiner Studenten erhebliche Schwierigkeiten beim Verfassen von schriftlichen Arbeiten hatten und manche trotz guter Fachkenntnisse daran zu scheitern drohten, ging Keseling der Frage nach, mit Hilfe welcher Strategien geübte Schreiber ihre Texte planen und zu Papier bringen und wodurch sich diese Strategien von denen der Studierenden mit Schreibblockaden unterscheiden. Auf der Grundlage seiner Forschungen entwickelte er ein Textproduktionsmodell, das er auf einer längeren Reise durch die USA und Kanada im Austausch mit dortigen Kollegen verfeinern konnte.
1993 gründete Keseling das Marburger Schreiblabor, eines der ersten in Deutschland überhaupt. Über Jahre wurden die Beratungsgespräche für Studierende auf Tonband aufgezeichnet und transkribiert. Im Ergebnis entstand eine Typologie von Schreibblockaden, die nach Keseling überwiegend entweder von unsachgemäßem Vorgehen bei der Planung eines Textes oder von einer wenig förderlichen Beziehung zum vorgestellten „Adressaten“, z. B. dem beurteilenden Professor, verursacht sind. Für die Beseitigung der jeweiligen Störung entwickelte er eine Reihe von Interventionsstrategien, die sich in der Praxis als erfolgreich bewährt haben.
Seine Veröffentlichungen zählen heute zur Grundlagenliteratur für Beratende an den zwischenzeitlich zahlreich entstandenen Schreibberatungszentren an deutschen Hochschulen. Er selbst leitete auch als Emeritus noch einige Jahre das Marburger Schreiblabor, das nach seinem Ausscheiden im Jahre 1999 aber keinen Nachfolger fand.

## Veröffentlichungen (Auswahl)
- Textmuster und Klangstrukturen als Grundlage von Bewertungen beim Schreiben. In: Wolfgang Brandt (Hrsg.): Sprache in Vergangenheit und Gegenwart. Beiträge aus dem Institut für Germanistische Sprachwissenschaft der Philipps-Universität Marburg. Marburg: Hitzeroth 1988, S. 219–236
- Praktische Gesprächsanalyse. Ein Verfahren zur Aufdeckung und Bearbeitung von Interaktionsstörungen. In: Fiehler, Reinhard / Sucharowski, Wolfgang (Hrsg.): Kommunikationsberatung und Kommunikationstraining. Anwendungsfelder der Diskursforschung. Opladen: Westdeutscher Verlag 1992, 143–160
- Schreibprozess und Textstruktur, empirische Untersuchungen zur Produktion von Zusammenfassungen. Tübingen: Niemeyer 1993, ISBN 3-484-31141-X
- Schreibblockaden überwinden. In: Norbert Frank, Joachim Stary (Hrsg.): Die Technik wissenschaftlichen Arbeitens. Eine praktische Anleitung. Paderborn u. a.: Schöningh 2003, S. 197–222
- Die Einsamkeit des Schreibers. Wie Schreibblockaden entstehen und erfolgreich bearbeitet werden können. Wiesbaden: VS Verlag für Sozialwissenschaften 2004, ISBN 3-531-14169-4
- Zum Gebrauch von Metaphern beim Sprechen über Schreibprozesse. In: Johannes Berning (Hrsg.): Textwissen und Schreibbewusstsein: Beiträge aus Forschung und Praxis. Berlin, Münster: LIT Verlag 2011, S. 47–68
- Aus meinem Leben. Im Nationalsozialismus, im Krieg und als Hochschullehrer im „roten“ Marburg der 68er Jahre. Norderstedt : Books on Demand 2024, ISBN 978-3-7583-6922-3